# Ông cố vấn: Hồ sơ một điệp viên
Ông cố vấn: Hồ sơ một điệp viên là một tiểu thuyết của nhà văn Hữu Mai, viết về cuộc đời hoạt động của nhà tình báo Việt Nam Vũ Ngọc Nhạ trong khoảng thời gian từ năm 1958 đến năm 1975. Tác phẩm được xuất bản lần đầu vào năm 1987, bao gồm 3 tập, và được tái bản nhiều lần. Lần tái bản gần nhất vào năm 2002, khi đó tác phẩm đã được chỉnh, hiệu đính và gom lại thành 2 tập.

## Cốt truyện
Tiểu thuyết mô tả nhân vật Hai Long lúc đó đưa vợ con vào Nam khu sống gần chợ Thị Nghè, đang làm một chân đánh máy trong Bộ Công chánh. anh bị Đoàn Công tác Đặc biệt miền Trung bắt giữ và bị giam để chờ xác minh tại trại giam Tòa Khâm, Huế. Vì nghi ngờ là có thời gian làm cán bộ Việt Minh. Do công tác chuẩn bị tốt, do sự vận động của cha Hoàng, cộng với sự may mắn, anh không bị kết tội vì không đủ hồ sơ, nhưng vẫn bị giam giữ. Trong trại nhận được sự chỉ đạo của trùm tình báo Mười Hương, khi đó cũng bị giam. Cộng với sự xây dựng sự tín nhiệm của Ngô Đình Cẩn bằng tờ trình 4 Nguy cơ đe dọa chế độ cuối năm 1959. Tờ trình không những gây được sự chú ý của Cẩn và sau đó cả của Ngô Đình Nhu lẫn Ngô Đình Diệm. Cuộc đảo chính đã diễn ra năm 1960.
Sau cuộc gặp chớp nhoáng tại sân bay cha Lê và Ngô Đình Nhu, anh em họ Ngô đã chú ý đến anh, thoát khỏi sự giam cầm kéo dài trong hơn 2 năm. Nhu đã đưa anh về Sài Gòn, trong thời gian đó anh làm cố vấn cho Ngô Đình Nhu. Sau khi chế độ Ngô Đình Diệm sụp đổ.
Mãi đến năm 1965 sự tranh giành giữa có tướng trẻ. Anh đã tham gia vận động bầu cử cho Nguyễn Văn Thiệu, trong vai trò liên lạc giữa tướng Thiệu và Công giáo. Sau bầu cử làm một cố vấn cho tướng Thiệu trong lĩnh vực quan hệ với giới Công giáo. Vũ Ngọc Nhạ đã mở rộng Cụm A.22, đưa người của cụm cắm vào trợ tá cho tổng thống.
CIA phát hiện thấy điều không bình thường ở những người này, đã tiến hành điều tra từng nhân vật. Tổng Nha Cảnh sát điều tra mở rộng vụ án. Kết quả mạng lưới A.22 vỡ hoàn toàn. Vụ án được đưa ra xét xử năm 1969, làm rung động chính quyền Sài Gòn, anh và các đồng chí bị kết án chung thân ngoài Côn Đảo.
Năm 1973 anh và Huỳnh Văn Trọng được đưa về trại Chí Hòa, anh lại nối lại các quan hệ. Sợ anh có thể gây ảnh hưởng xấu đến chính quyền, trong năm đó anh được trao trả tại Lộc Ninh cho phía Mặt trận Dân tộc Giải phóng miền Nam Việt Nam. Trong căn cứ anh được giao làm công tác xác minh. Vũ Ngọc Nhạ được khôi phục hoạt động bí mật và được công nhận hàm sĩ quan.
Năm 1974, anh hoạt động không công khai tại Củ Chi, với mục đích xây dựng một cụm tình báo chiến lược mới, nối lại quan hệ với các tổ chức chính trị thuộc Lực lượng thứ 3, đặc biệt là khối Công giáo.
Năm 1975, anh trở lại Sài Gòn, tư cách là một đại biểu Công giáo. Ngày 30 tháng 4 năm 1975, anh có mặt bên cạnh tướng Dương Văn Minh tại Dinh Độc Lập, chứng kiến những giờ phút cuối cùng của chế độ Việt Nam Cộng hòa.

### Tập một
- Người bị bắt
- Trại tòa khâm
- Tháng tám Đức Mẹ lên trời
- Ông cậu
- Thánh Phê-rô
- Bộ não chế độ
- Trở về
- Dinh Độc Lập
- Cha Hoàng
- Sự biến
- Ngô chí sĩ
- Ngọn lửa
- Cuộc họp gia đình
- Giữa hai dòng nước
- Đêm đen
- Bravo II
- Người bị giết và kẻ giết người
- Bồ câu và rắn

### Tập hai
- Người lữ hành không mỏi
- Nguyễn Khánh chỉnh lý
- Đà Lạt sương mù
- Ngựa chung chuồng
- Bắc lại nhịp cầu
- Đặc phái viên
- Hồng y Xpen-man
- Đòn tốt hậu của Oét-mo-len
- Thiệu - Kỳ
- Phủ đầu Rồng
- Chuẩn bị
- Tết mậu thân
- Tiếp tục trò chơi
- Giôn-xơn tìm kiếm hòa bình

### Tập ba
- Hội nghị Hô-nô-lu-lu
- Phái đoàn công du Mỹ quốc
- Hòa giải
- Đòn phủ đầu
- Một đêm ở phủ đầu rồng
- Kỳ đi Pa-ri
- Mây đen
- Trước cơn giông tố
- Chiến dịch Địa Lôi
- Đường thánh giá
- Thương lượng
- Vụ án chính trị của thế kỷ
- Hai triệu đô-la
- Con kỳ nhông
- Linh mục giải phóng
- Sài Gòn 1975

## Chuyển thể thành phim
Giữa thập niên 1990, bộ phim truyền hình nhiều tập "Ông cố vấn" được Hãng phim Hội Nhà văn dàn dựng. Nhà văn Hữu Mai chuyển thể kịch bản kiêm Giám đốc sản xuất, Lê Dân làm đạo diễn.
Tuy nhiên, sau 10 tập đầu thì bộ phim bị ngưng lại do thiếu kinh phí, dù phần kịch bản đã chuẩn bị đến tập 20.